# Cyrto-hypnum cylindraceum
Cyrto-hypnum cylindraceum är en bladmossart som beskrevs av David Maughan Churchill 1994. Cyrto-hypnum cylindraceum ingår i släktet Cyrto-hypnum och familjen Thuidiaceae. Inga underarter finns listade i Catalogue of Life.